# Deutsche Fußballmeisterschaft der B-Junioren 2000/01
Die deutsche B-Jugendmeisterschaft 2001 war die 25. Auflage dieses Wettbewerbes. Meister wurde der FC Bayern München, der im Finale Borussia Dortmund mit 4:0 besiegte.

## Teilnehmende Mannschaften
| Regionalliga Nord                                         | Regionalliga Nordost              | Regionalliga West                                              | Regionalliga Südwest            | Regionalliga Süd                                         |
| --------------------------------------------------------- | --------------------------------- | -------------------------------------------------------------- | ------------------------------- | -------------------------------------------------------- |
| - Meister Nord: Hamburger SV - Meister Süd: Werder Bremen | - Meister: Tennis Borussia Berlin | - Meister Borussia Dortmund - Vizemeister: Bayer 04 Leverkusen | - Meister: 1. FC Kaiserslautern | - Meister: FC Bayern München - Vizemeister VfB Stuttgart |

### Viertelfinale
| Datum                      |                   | Ergebnis  |                   |
| -------------------------- | ----------------- | --------- | ----------------- |
| 10. Juni 2001 um 15:00 Uhr | FC Bayern München | 2:3 (2:1) | Hamburger SV      |
| 14. Juni 2001 um 18:30 Uhr | Hamburger SV      | 0:3 (0:1) | FC Bayern München |
| Gesamt:                    | FC Bayern München | 5:3       | Hamburger SV      |

| Datum                      |                     | Ergebnis  |                     |
| -------------------------- | ------------------- | --------- | ------------------- |
| 10. Juni 2001 um 11:00 Uhr | VfB Stuttgart       | 2:1 (1:0) | Bayer 04 Leverkusen |
| 14. Juni 2001 um 15:00 Uhr | Bayer 04 Leverkusen | 1:2 (0:0) | VfB Stuttgart       |
| Gesamt:                    | VfB Stuttgart       | 4:2       | Bayer 04 Leverkusen |

| Datum                      |                        | Ergebnis  |                        |
| -------------------------- | ---------------------- | --------- | ---------------------- |
| 10. Juni 2001 um 11:00 Uhr | Tennis Borussia Berlin | 1:2 (0:1) | Borussia Dortmund      |
| 14. Juni 2001 um 11:00 Uhr | Borussia Dortmund      | 1:1 (1:1) | Tennis Borussia Berlin |
| Gesamt:                    | Tennis Borussia Berlin | 2:3       | Borussia Dortmund      |

| Datum                      |                      | Ergebnis  |                      |
| -------------------------- | -------------------- | --------- | -------------------- |
| 10. Juni 2001 um 10:30 Uhr | SV Werder Bremen     | 0:1 (0:0) | 1. FC Kaiserslautern |
| 14. Juni 2001 um 11:00 Uhr | 1. FC Kaiserslautern | 4:2 (0:1) | SV Werder Bremen     |
| Gesamt:                    | SV Werder Bremen     | 2:5       | 1. FC Kaiserslautern |

### Halbfinale
| Datum                      |                   | Ergebnis  |                   |
| -------------------------- | ----------------- | --------- | ----------------- |
| 17. Juni 2001 um 17:00 Uhr | FC Bayern München | 2:4 (1:1) | VfB Stuttgart     |
| 24. Juni 2001 um 17:00 Uhr | VfB Stuttgart     | 0:4 (0:2) | FC Bayern München |
| Gesamt:                    | FC Bayern München | 6:4       | VfB Stuttgart     |

| Datum                      |                      | Ergebnis  |                      |
| -------------------------- | -------------------- | --------- | -------------------- |
| 17. Juni 2001 um 11:00 Uhr | Borussia Dortmund    | 3:0 (2:0) | 1. FC Kaiserslautern |
| 24. Juni 2001 um 11:00 Uhr | 1. FC Kaiserslautern | 2:1 (1:0) | Borussia Dortmund    |
| Gesamt:                    | Borussia Dortmund    | 4:3       | 1. FC Kaiserslautern |

## Finale
| FC Bayern München                                                    | FC Bayern München | Borussia Dortmund | Borussia Dortmund |
| -------------------------------------------------------------------- | --- | --- | ----------------- |
| FC Bayern München                                                    | \| Sonntag, 30. Juni 2001 um 11:00 Uhr in Aschheim (Sportpark Aschheim) \| \| Ergebnis: 4:0 (2:0) \| \| Zuschauer: 2.000 \| \| Schiedsrichter: Torsten Koop (Lüttenmark) \| | \| Sonntag, 30. Juni 2001 um 11:00 Uhr in Aschheim (Sportpark Aschheim) \| \| Ergebnis: 4:0 (2:0) \| \| Zuschauer: 2.000 \| \| Schiedsrichter: Torsten Koop (Lüttenmark) \|                                                                                                 | Borussia Dortmund |
| FC Bayern München                                                    | Michael Rensing (71. Markus Grünberger) – Andy Balck, Daniel Brode, Christian Lell, Florian Stegmann – Andreas Ottl, Aida Oguz (70. Thorsten Schulz) – Bastian Schweinsteiger – Paul Thomik (66. Domenico Contento), Erdal Kilicaslan, Serkan Atak (79. Robert Rakaric) Cheftrainer: Stephan Beckenbauer | Stefan Demuth – Sascha Rammel, Maximilian Heinrich, Ismael Omairat, Philipp Kasperidus – Stefan Hoffmann (75. Sören Siek), Markus Brzenska (57. Kosi Saka), Andre Heitmeier (66. Marcel Gründler) – David Odonkor, Sahr Senesie, Marc Dyballa Cheftrainer: Peter Wongrowitz | Borussia Dortmund |
| FC Bayern München                                                    | 1:0 Atak (4.) 2:0 Kilicaslan (37.) 3:0 Schweinsteiger (75.) 4:0 Kilicaslan (80.) | | Borussia Dortmund |
| FC Bayern München                                                    | Ottl | Senesie | Borussia Dortmund |
| FC Bayern München                                                    | Omairat (19., Notbremse) | | Borussia Dortmund |
| Sonntag, 30. Juni 2001 um 11:00 Uhr in Aschheim (Sportpark Aschheim) | | |                   |
| Ergebnis: 4:0 (2:0)                                                  | | |                   |
| Zuschauer: 2.000                                                     | | |                   |
| Schiedsrichter: Torsten Koop (Lüttenmark)                            | | |                   |